# Hammarsjökuttan
Hammarsjökuttan är en sjö i Sundsvalls kommun i Medelpad och ingår i Ljungans huvudavrinningsområde.